# هنري بيرنير
هنري بيرنير هو سياسي كندي، ولد في 6 يوليو 1821 في لوتبينيير في كندا، وتوفي في 9 نوفمبر 1893 في كيبك في كندا. نشط حزبياً في الحزب الليبرالي الكندي. وقد انتخب عضو مجلس العموم الكندي.